# 전자쌍
전자쌍(電子雙, 영어: electron pair) 또는 루이스쌍(영어: Lewis pair)은 화학에서  같은 분자 궤도를 차지하지만 반대 스핀을 가지는 2개 전자로 구성되어 있다. 전자쌍에 대한 개념은 길버트 뉴턴 루이스의 1916년 논문에서 소개되었다.

이원자분자의 전자 공유(왼쪽), 극성 공유(오른쪽)을 그린 분자 오비탈 그림 (MO 다이어그램). 두 경우 모두 전자쌍의 형성으로 결합이 생성된다.

전자는 페르미온이기 때문에, 파울리 배타 원리에 따라 이 입자들이 정확히 같은 양자수를 가질 수 없다. 따라서 같은 궤도(궤도 양자수)를 가질 유일한 방법은 자기 스핀 양자수에 차이가 있는 것이다. 이는 같은 궤도상의 전자 수를 정확히 2개로 제한한다.
전자쌍은 화학에서 매우 큰 역할을 한다. 두 원자 사이에 화학적 결합을 형성할 수도 있고, 원자가 전자의 비결합 전자가 될 수도 있다. 또, 전자쌍은 원자의 핵심을 이룬다.
스핀이 쌍으로 이루어지기에, 전자의 자기 모멘트는 상쇄되고, 전자의 자기적 특성은 일반적으로 반자성을 띌 것이다.
화학에서는 전자가 짝을 짓는 경향이 강하지만, 홀전자가 생길 수도 있다.
금속 결합의 경우 자기 모멘트가 상당히 보상되지만, 결합이 공동적이라 개별적인 전자쌍을 구별할 수 없기 때문에 전자를 공동의 바다로 보는 것이 낫다.
초전도성에서 매우 특별한 전자쌍인 쿠퍼쌍이 형성되는 사례가 있다.

## 같이 보기
- 반송자 생성과 재결합
- 루이스 산-염기
- 친핵체
- 다면체 골격 전자쌍 이론